# 山崎隆造
山崎 隆造（やまさき りゅうぞう、1958年4月15日 - ）は、広島県広島市中区小町出身の元プロ野球選手（外野手・内野手、右投両打）・コーチ・二軍監督、野球解説者、野球評論家。2023年秋より母校・崇徳高等学校硬式野球部の総監督。
2003年から2011年までの登録名は「山崎 立翔」（読み同じ）。愛称は「リュー」。

## 経歴
久保和彦監督に率いられた崇徳高校では1976年、3年の時に1番打者・遊撃手として春の選抜に出場。決勝で小山高を降し優勝を果たす。夏の甲子園では3回戦で長崎海星高に敗退。黒田真二、小川達明や後の新日鉄君津 - 早稲田大学野球部監督の應武篤良は同期でチームメイトだった。超高校級の遊撃手と騒がれていた。
同年、ドラフト1位で広島東洋カープに入団。
1978年後半から当時監督だった古葉竹識の勧めにより、高橋慶彦に次いでスイッチヒッターへ転向した。しかし高橋がいたため遊撃手には定着出来ず、主に二塁手として起用された。
1980年には44試合に先発出場を果たす。
1981年3月8日、熊本・藤崎台球場でのオープン戦（対日本ハムファイターズ）で、村井英司の打球を追ってコンクリートフェンスに激突し、右膝を骨折し全治2か月の重傷を負う。この時の衝撃音はベンチ裏まで聞こえたほどで、膝蓋骨はたいてい二つに割れるものだが、山崎の場合は粉々になっていたという。手術は「粉々になった骨を掻き集めて、ワイヤーで皿状に括る」という前例のないケースで行われ、一転して選手生命の危機を迎えた。
1982年には二塁手、外野手を兼ねて86試合に出場し復活。
1983年には開幕戦から山本浩二（左翼手にコンバート）に代わって中堅手を任され、レギュラー定着を果たした。高橋とともにチャンスメーカーとして起用され、6月上旬から約1ヶ月の欠場を経て復帰後は主に右翼手を務めるようになる。同年は打率.305（リーグ9位）に達し、翌1984年は打率.319（7位）、1985年は打率.328（4位）と3年連続で3割を記録。ベストナイン3度、外野手としてゴールデングラブ賞を4度受賞、1984年には26試合連続安打を記録するなど、走攻守三拍子揃った「赤ヘル野球」の体現者として活躍した。打撃タイトルは無かったものの、右膝骨折という致命的な大怪我をしながら、その後203個の盗塁を重ね、1984年からは6年連続全試合出場を果たしており、1983年10月16日から1990年4月28日まで803試合連続出場している。
1990年以降は外野に加えて三塁手としての出場が増えた。1991年には山﨑健の入団により、スコアボード等の表記が「山崎隆」となった。
1993年限りで現役を引退。同年10月9日の対阪神タイガース戦（広島市民球場）で引退試合が行われた。自身は2番・右翼手で先発出場し、第4打席には郭李建夫から適時二塁打を記録。最終打席は田村勤と対戦し、空振り三振に終わった。引退後はコーチ、二軍監督を経て2001年から一軍守備走塁コーチ（一塁・三塁ベースコーチ）を務めた。
2003年に登録名を「隆造」から「立翔」に変更。
2006年から再び二軍監督に就任。
2011年まで務め同年限りで辞任した。丸佳浩は「山崎さんは僕が一軍に上がるきっかけを与えてくれた方です。特に打撃面でかなりお世話になりましたね。」と述べている。
2012年からは中国放送（RCC）の野球解説者と中国新聞の野球評論家を務める傍ら、広島東洋カープジュニアチームの監督を務めており、解説者・監督としての活動では本名の「隆造」名義に戻している。また同年より、崇徳高校硬式野球部OB会副会長に就任している（会長は應武）。
ロックバンド「くるり」の岸田繁は山崎の現役時代のプレーを見て以来ファンとなり、現在も広島の大ファンで、2006年6月4日に広島市民球場で始球式を務めている。
2023年9月、病没した應武の後任として崇徳高校硬式野球部・総監督に就任することが明らかになった（監督は藤本誠）。同月15日に正式に就任。非常勤のため引き続き解説者・評論家活動を行っている。

## 詳細情報

### 年度別打撃成績
| 年 度      | 球 団      | 試 合 | 打 席 | 打 数 | 得 点 | 安 打 | 二 塁 打 | 三 塁 打 | 本 塁 打 | 塁 打 | 打 点 | 盗 塁 | 盗 塁 死 | 犠 打 | 犠 飛 | 四 球 | 敬 遠 | 死 球 | 三 振 | 併 殺 打 | 打 率 | 出 塁 率 | 長 打 率 | O P S |
| ---------- | ---------- | ----- | ----- | ----- | ----- | ----- | -------- | -------- | -------- | ----- | ----- | ----- | -------- | ----- | ----- | ----- | ----- | ----- | ----- | -------- | ----- | -------- | -------- | ----- |
| 1978       | 広島       | 1     | 0     | 0     | 0     | 0     | 0        | 0        | 0        | 0     | 0     | 0     | 0        | 0     | 0     | 0     | 0     | 0     | 0     | 0        | ----  | ----     | ----     | ----  |
| 1979       | 広島       | 24    | 58    | 53    | 8     | 14    | 1        | 0        | 1        | 18    | 5     | 8     | 1        | 0     | 0     | 4     | 0     | 1     | 11    | 1        | .264  | .328     | .340     | .667  |
| 1980       | 広島       | 75    | 189   | 159   | 37    | 40    | 5        | 2        | 0        | 49    | 6     | 17    | 6        | 7     | 1     | 15    | 0     | 7     | 27    | 2        | .252  | .343     | .308     | .651  |
| 1982       | 広島       | 86    | 218   | 183   | 26    | 44    | 1        | 2        | 2        | 55    | 14    | 14    | 9        | 8     | 1     | 20    | 0     | 6     | 29    | 2        | .240  | .335     | .301     | .635  |
| 1983       | 広島       | 107   | 427   | 357   | 51    | 109   | 17       | 5        | 6        | 154   | 34    | 26    | 5        | 27    | 3     | 39    | 0     | 1     | 60    | 1        | .305  | .375     | .431     | .807  |
| 1984       | 広島       | 130   | 576   | 495   | 79    | 158   | 27       | 3        | 6        | 209   | 43    | 39    | 9        | 20    | 1     | 57    | 2     | 3     | 59    | 3        | .319  | .393     | .422     | .815  |
| 1985       | 広島       | 130   | 610   | 509   | 86    | 167   | 23       | 2        | 10       | 224   | 46    | 35    | 9        | 18    | 6     | 77    | 1     | 0     | 53    | 5        | .328  | .412     | .440     | .852  |
| 1986       | 広島       | 130   | 551   | 491   | 63    | 135   | 25       | 2        | 7        | 185   | 43    | 23    | 6        | 18    | 1     | 40    | 2     | 1     | 71    | 6        | .275  | .330     | .377     | .707  |
| 1987       | 広島       | 130   | 568   | 487   | 79    | 143   | 20       | 2        | 12       | 203   | 43    | 21    | 2        | 21    | 3     | 55    | 3     | 2     | 72    | 4        | .294  | .366     | .417     | .782  |
| 1988       | 広島       | 130   | 546   | 470   | 51    | 113   | 17       | 6        | 10       | 172   | 47    | 14    | 4        | 36    | 1     | 37    | 1     | 2     | 61    | 9        | .240  | .298     | .366     | .664  |
| 1989       | 広島       | 130   | 426   | 364   | 45    | 97    | 13       | 1        | 8        | 136   | 34    | 12    | 4        | 24    | 0     | 36    | 3     | 1     | 53    | 10       | .266  | .334     | .374     | .708  |
| 1990       | 広島       | 127   | 474   | 402   | 51    | 118   | 22       | 3        | 7        | 167   | 50    | 8     | 5        | 28    | 1     | 40    | 0     | 3     | 61    | 7        | .294  | .361     | .415     | .776  |
| 1991       | 広島       | 122   | 455   | 402   | 54    | 121   | 19       | 0        | 8        | 164   | 50    | 9     | 4        | 3     | 3     | 47    | 5     | 0     | 68    | 8        | .301  | .372     | .408     | .780  |
| 1992       | 広島       | 111   | 376   | 332   | 32    | 88    | 18       | 0        | 6        | 124   | 31    | 2     | 1        | 4     | 2     | 36    | 2     | 2     | 54    | 9        | .265  | .339     | .373     | .712  |
| 1993       | 広島       | 98    | 271   | 242   | 21    | 57    | 10       | 0        | 5        | 82    | 31    | 0     | 0        | 3     | 2     | 24    | 0     | 0     | 43    | 7        | .236  | .302     | .339     | .641  |
| 通算：15年 | 通算：15年 | 1531  | 5745  | 4946  | 683   | 1404  | 218      | 28       | 88       | 1942  | 477   | 228   | 65       | 217   | 25    | 527   | 19    | 29    | 722   | 74       | .284  | .355     | .393     | .747  |

- 各年度の太字はリーグ最高

### 表彰
- ベストナイン：3回
  - 外野手部門：2回（1984年、1985年）
  - 三塁手部門：1回（1991年）
- ゴールデングラブ賞：4回（外野手部門：1984年、1985年、1987年、1988年）

### 記録
初記録
- 初出場：1978年8月1日、対中日ドラゴンズ14回戦（広島市民球場）
- 初安打：1979年8月2日、対読売ジャイアンツ18回戦
- 初本塁打：1979年10月16日、対中日ドラゴンズ25回戦

節目の記録
- 1000試合出場：1989年6月30日 ※史上286人目
- 1000本安打：1989年9月17日 ※史上159人目
- 1500試合出場：1993年8月6日 ※史上109人目

その他の記録
- 800試合連続出場：1990年4月24日 ※史上9人目
- オールスターゲーム出場：3回 （1984年、1987年、1991年）

### 背番号
- 23（1977年 - 1982年）
- 1（1983年 - 1993年）
- 76（1994年 - 2011年）

## 関連情報
- RCC野球解説者
  - Veryカープ!RCCカープナイター
  - Veryカープ!RCCカープデーゲーム中継

### 連載
コラム
- カープモバイルサイトRCC広島カープ『山崎隆造のいぶし銀コラム』
- CARP TIMES『山崎隆造のワイドアングル』

### テレビ
- V字復活!有吉カンパニー〜ホントにあった大逆転リアルストーリー〜（2016年2月13日、中国放送制作TBS系列28局フルネット放送） - 「マツダスタジアムV字復活ストーリー」再現ドラマ - お好み焼き赤ヘルの大将 役：山根良顕、大将の娘 愛鯉：西脇彩華（9nine）、お好み焼き赤ヘルの客：山崎隆造（元カープ選手）、お好み焼き赤ヘルの客：木下富雄（元カープ選手）
- Veryカープ!安仁屋倶楽部（2017年、中国放送） 部員No.2
- 元就。（2018年3月18日、中国放送） 家臣
- 街頭TV 出没!ひな壇団（中国放送）
- イマなまっ!（中国放送） コメンテーター 不定期出演
- 中国放送緊急特別番組 追悼 衣笠祥雄さん（2018年4月24日、中国放送）
- 恋より好きじゃ、ダメですか?（2019年4月3日 - 9月21日、中国放送）解説

### CM
- メイクアップリフォーム株式会社